# Elektromyografi
Elektromyografi (EMG) är en teknik som används inom medicinen för att mäta musklernas respons på stimulering från nervsystemet. EMG görs med ett instrument som kallas elektromyograf, som producerar ett diagram som kallas elektromyogram. Elektromyografen registrerar de elektriska spänningsförändringar som muskelcellerna genererar när de arbetar. EMG kan mätas med hjälp av elektroder (nål eller tunna trådar) inne i muskeln eller med hjälp av ytelektroder på huden. Med elektroder inne i muskeln kan uppmätta spänningar uppgå till flera tiotal mV medan signalerna på huden kan bli upp till 1 mV vid maximal kontraktion.

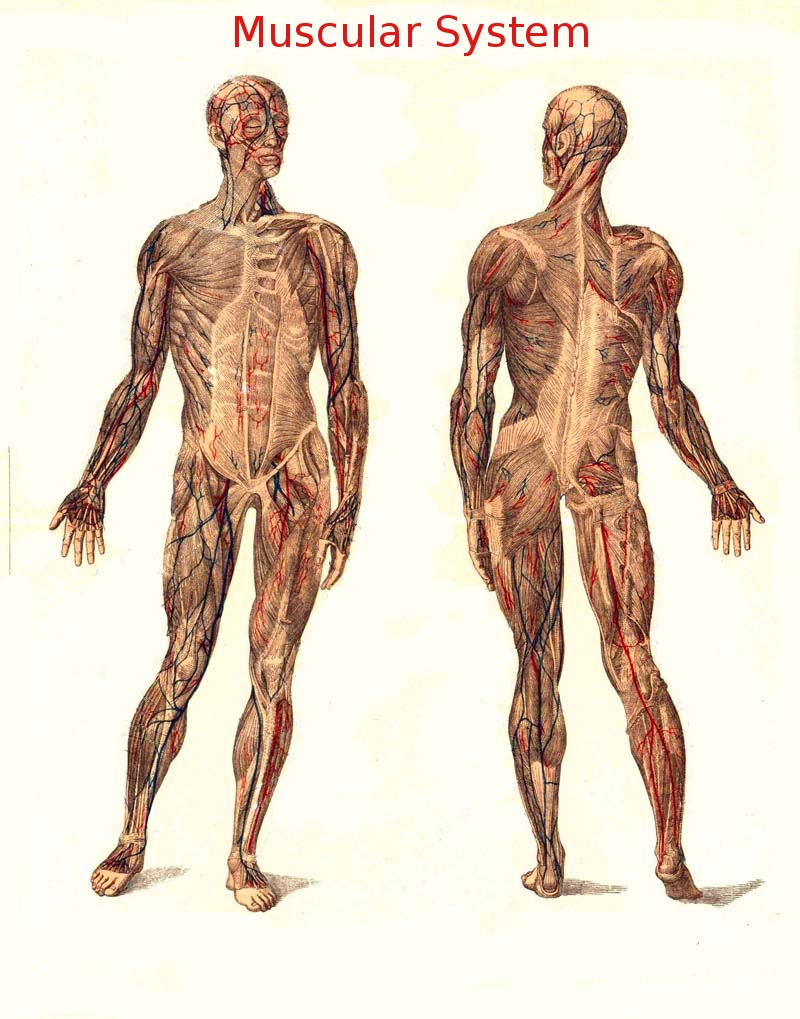
Människokroppens muskler.

## Användning
EMG kan vara till hjälp för läkaren när det gäller att skilja muskelförändringar från neurologiska problem. Den gör det också lättare att skilja verklig svaghet från svaghet som beror på smärta eller bristande motivation. Tekniken används för att upptäcka nerv-muskelsjukdomar och inom områden som ergonomi och rehabilitering genom att mäta muskelkraft, timing och muskeltrötthet.

## Historia
Under renässansen började man att intressera sig för vetenskapen kring musklerna, de första framstegen inom muskelgenererad elektrisk teknik gjordes år 1666 av Francesco Redi. Elektriska signaler genom muskler är en metod som först testades på grodor, man fann att musklerna och elektricitet har ett stort samband med varandra - detta upptäcktes år 1791. Man depolariserade musklerna från en grodas lår genom att röra vid dem med metallspadar, upptäckten kallas numera för födelsen av neurofysiologi. År 1849 utfördes de första försöken med elektriska signaler genom muskler på människan. Först 1907 kom man fram till att man skulle använda sig av metallytad elektrod. Användningen av EMG med nålelektroder introducerades år 1950. 

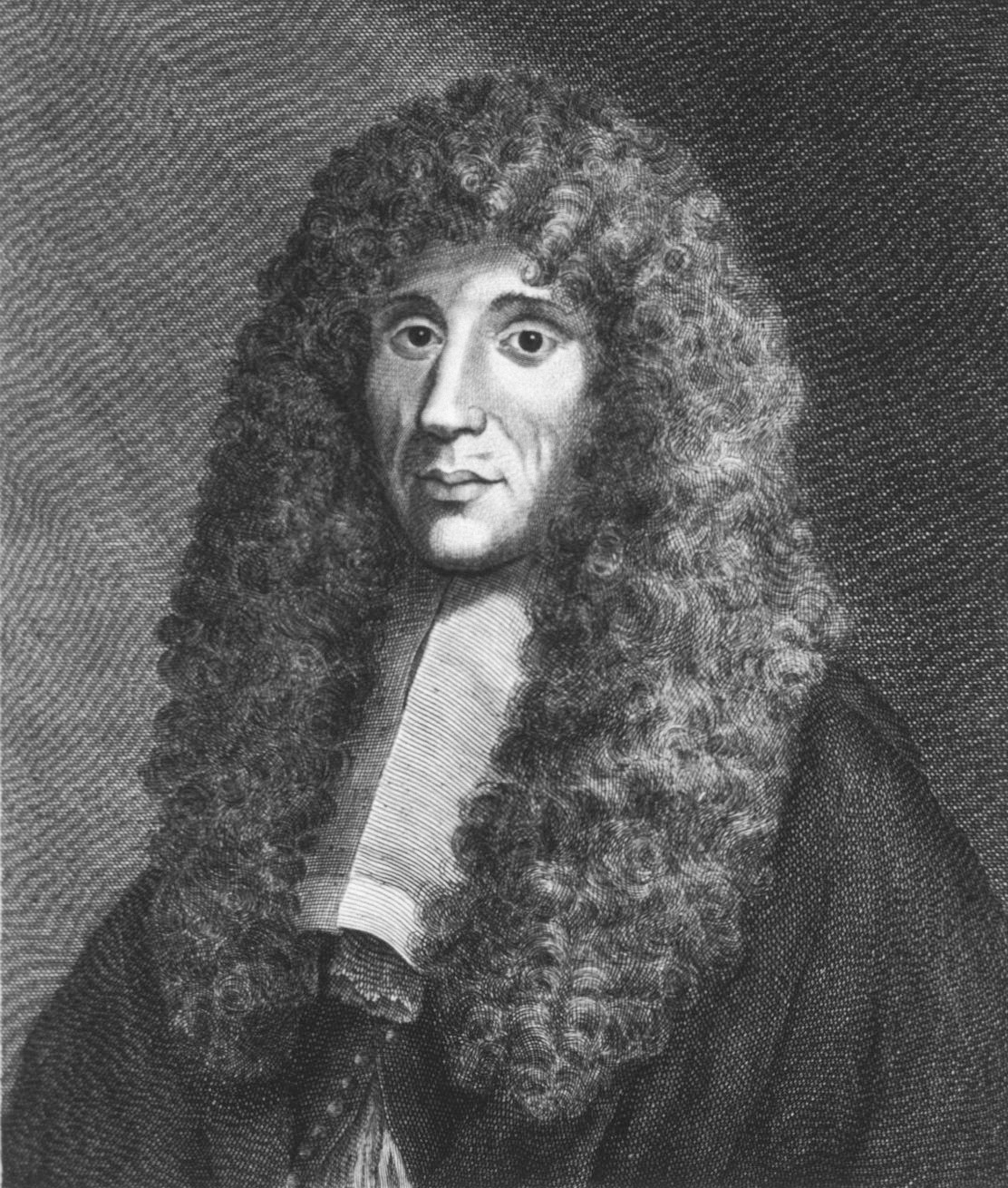
Francesco Redi

## Olika typer av EMG
Det finns två olika typer av EMG, nålelektromyografi och ytelektromyografi. Gemensamt för båda är att man vill mäta den elektriska aktiviteten hos skelettmuskulaturen. 

### Nålelektromyografi (nEMG)
nEMG är den vanligaste typen av EMG och används för att diagnostisera nerv-muskelsjukdomar, undersökningen utförs genom att man använder sig av en nålelektrod som förs in i muskeln. nEMG mäter den elektriska aktiviteten i ett mycket litet område av muskeln och man behöver därför flytta runt elektroden i muskeln för att kunna få en överblick av förändringar som kan ha uppstått i motoriska enheter eller i muskelfiber. Vid undersökningen är det tre typer av elektriska signaler som registreras, man börjar med att titta på de elektriska signaler som uppstår när nålen förs in i muskeln sedan undersöker man signalerna från muskeln när den är i vila och slutligen när patienten utför ett viljestyrt arbete. Olika sjukdomar ger olika typer av förändringar hos de elektriska signaler som muskeln genererar och på så sätt kan resultaten av mätningarna tolkas och en diagnos ställas. nEMG-undersökningen utförs av läkare. 

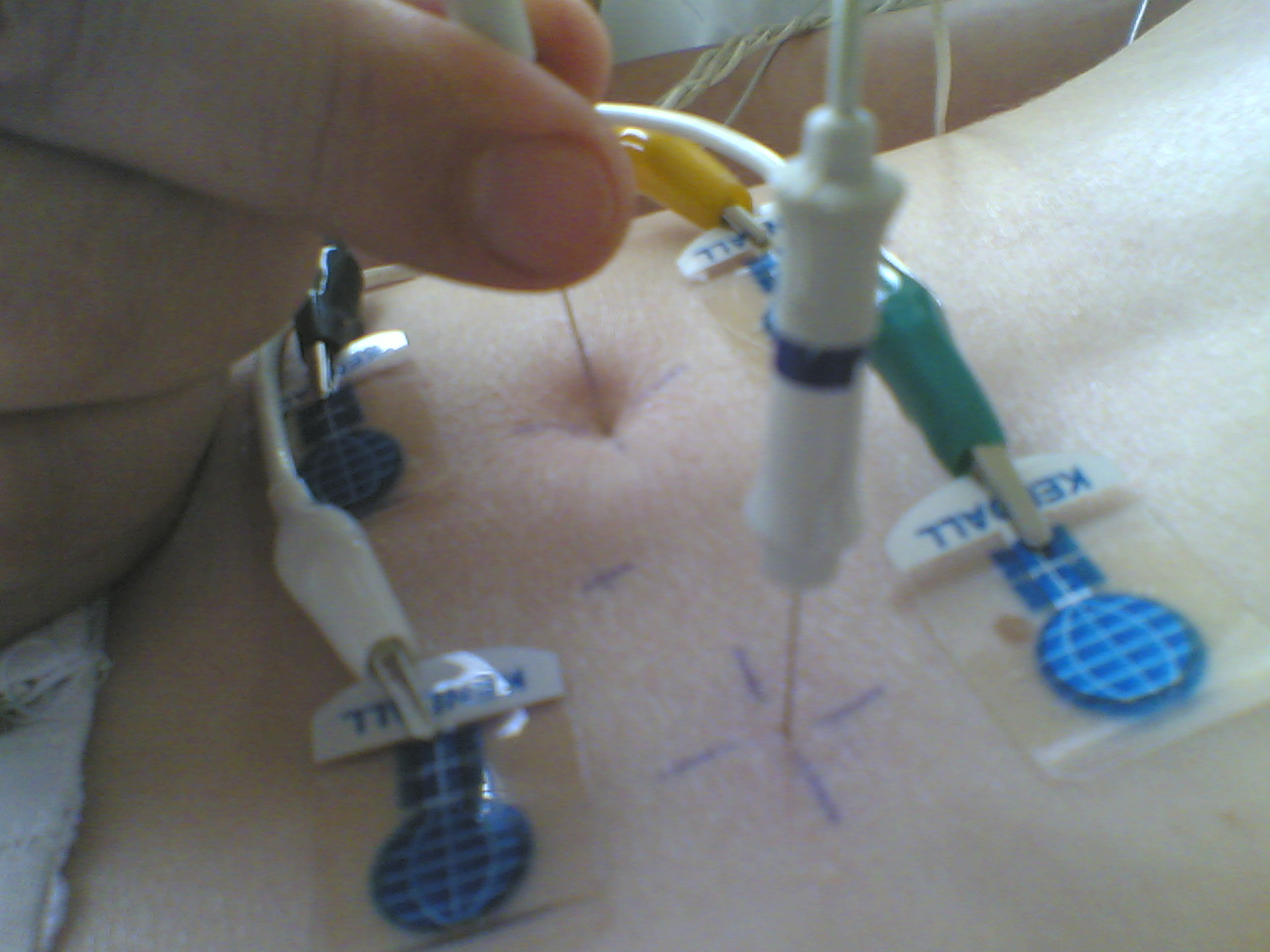
EMG-undersökning med hjälp av nålelektroder.

### Ytelektromyografi (sEMG)
sEMG registrerar elektriska signaler från en större del av muskeln  och används främst inom områden som ergonomi och rehabilitering genom att mäta muskelkraft, timing och muskeltrötthet. Precis som vid nEMG mäter man den elektriska aktiviteten både när muskeln är i vila och vid kontraktion. Vid sEMG använder man sig av elektroder som fästs på huden, nackdelen med detta är att resultatet påverkas av flera olika faktorer, vissa ointressanta för undersökningen . Genom att öka antalet elektroder kan man minska felet och uppnå ett resultat liknande det man får vid nEMG. Fördelarna med sEMG är att det är mindre smärtsamt än nEMG, det krävs ingen medicinsk utbildning för att utföra undersökningen och man kan utföra mätningarna under en längre tidsperiod. 

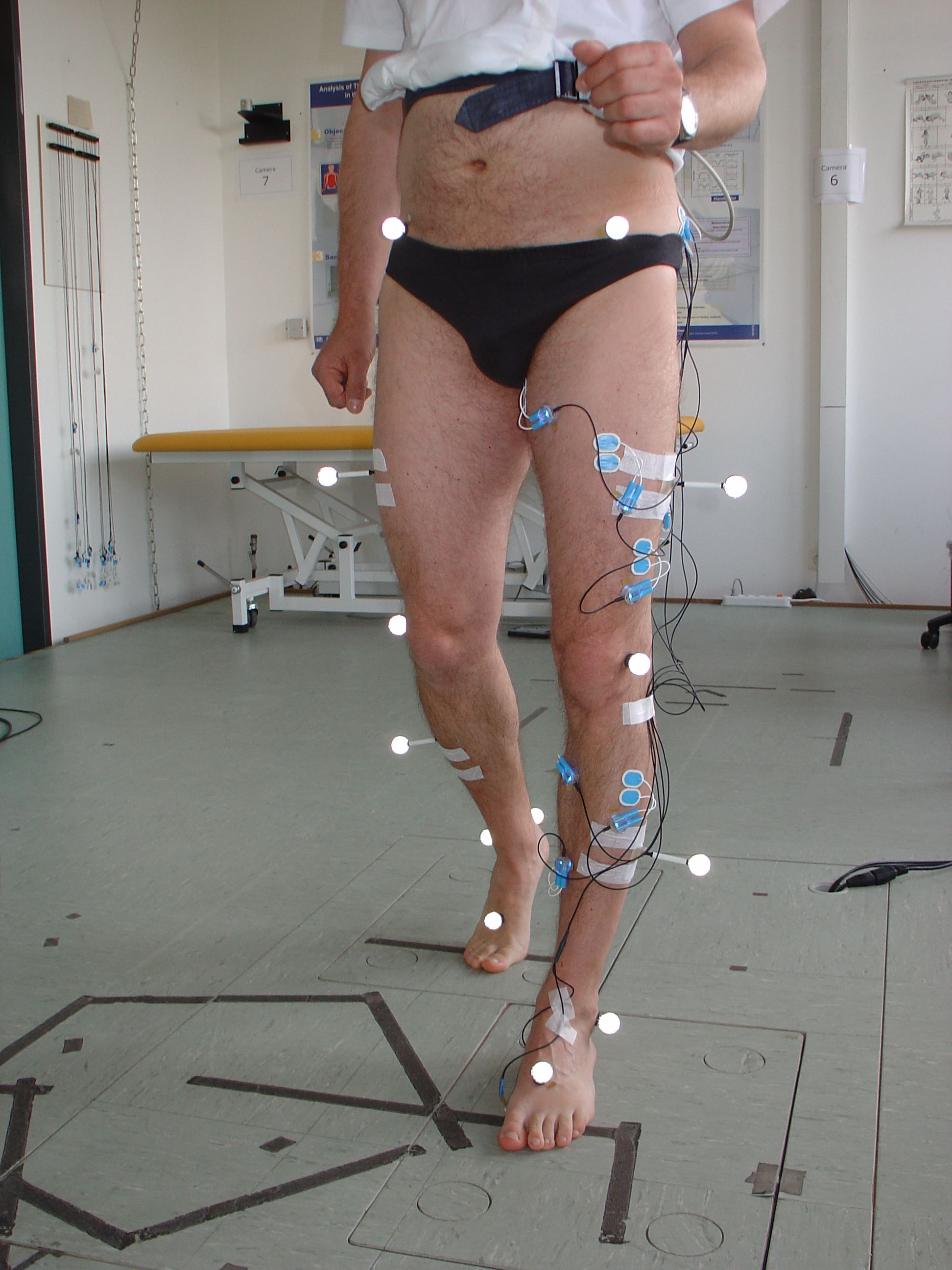
Undersökning med sEMG.

#### Elektrodplacering vid sEMG
Vid sEMG används oftast så kallade multielektrod. Placeringen av dessa elektroder spelar stor roll för hur bra mätningen blir. Detta beror på att både utrustningen och muskler som inte undersöks skickar ut elektriska signaler som påverkar resultatet. Elektrodplaceringen är därför avgörande för vilka signaler som kommer att tas upp; de önskade från muskeln som undersöks eller de icke önskvärda från omgivande muskler.
Övergripande sett finns det fyra olika sorters tvådimensionella mulitelektroder som används, normal double differentiating (NDD), longitudinal double differentiating (LDD), transversal double differentiating (TDD) och bitransversal double differentiating (BiTDD). Dessa mäter skillnaden mellan två stycken TDD-elektroder för upptagande av signaler. Elektroderna är olika bra på att reducera oönskad signalupptagning och ger olika bra selektivitet. Av de fyra elektroderna anses BiTDD vara varianten som ger minst oönskad signalupptagning och bäst selektivitet.
Var i förhållande till muskeln och muskelns olika komponenter de olika elektroderna bör placeras skiljer sig. BiTDD får bäst effekt när de placeras ovanpå motorändplattan för muskeln som undersöks medan NDD, TDD och LDD bör placeras ovanför gränsen mellan undersökningsmuskeln och den muskel som orsakar de oönskade signalerna.

## Risker
Undersökning med nEMG kan vara smärtsamt för patienten eftersom en nål sticks in i muskeln ett flertal gånger.
Barn kan bedövas med salva på huden eller eventuell bedövningsplåster ungefär en till två timmar före undersökningen. Patienter som tar blodförtunnande mediciner eller har eventuella sjukdomar som kan ge ökad blödning skall bevakas extra noga vid nEMG. Patienten kan också känna obehag över den elektriska stöt som ges ett flertal gånger under undersökningen. 
Inga kända biverkningar efter undersökning med EMG har upptäckts.  Däremot finns det en liten risk för att patienten får lättare sår och infektion där elektroderna har suttit. 

## Diagnostisering med hjälp av EMG
Följande sjukdomar och tillstånd kan upptäckas och diagnostiseras med hjälp av EMG.
- Förhindra för tidig födsel [10]
- Undersökning av den motoriska funktionen efter en stroke[11]
- Karpaltunnelsyndrom[9]
- Amyotrofisk lateralskleros (ALS) [9]
- Denervering (minskad nervstimulering av en muskel) [9]
- Guillain-Barrés syndrom [9]
- Duchennes muskeldystrofi [9]
- Friedreichs ataxi [9]
- Dysfunktionalitet i : 
  - Tibialnerven [9]
  - Nervus radialis [9]
  - Ischiasnerven [9]
  - Nervus femoralis [9]
  - Distala delen av nervus medianus[9]
  - Nervus peroneus communis[9]
  - Nervus axillaris[9]
- Lambert-Eaton myastena syndrom [9]
- Dysplastiskt nevussyndrom[9]
- Multipel systematrofi[9]
- Polymyosit[9]
- Myasthenia gravis[9]
- Spondylosis deformans[9]
- Beckers muskeldystrofi (BMD)[9]
- Primär Ortostatisk Tremor (POT)